# Serravalle (Ala)
Serravalle is een plaats (frazione) in de Italiaanse gemeente Ala (TN).